# ロンゲール男爵
ロンゲール男爵（ロンゲールだんしゃく、仏: Baron de Longueuil）は、フランス王家の創設によるカナダ、ケベック州を領地に持つ貴族、爵位。カナダにおけるフランス貴族の現存例は本男爵家が唯一である。
ヌーベルフランス（現: カナダ）生まれの軍人シャルル・ル＝モイネが1700年に叙位されたことに始まる。

## 歴史

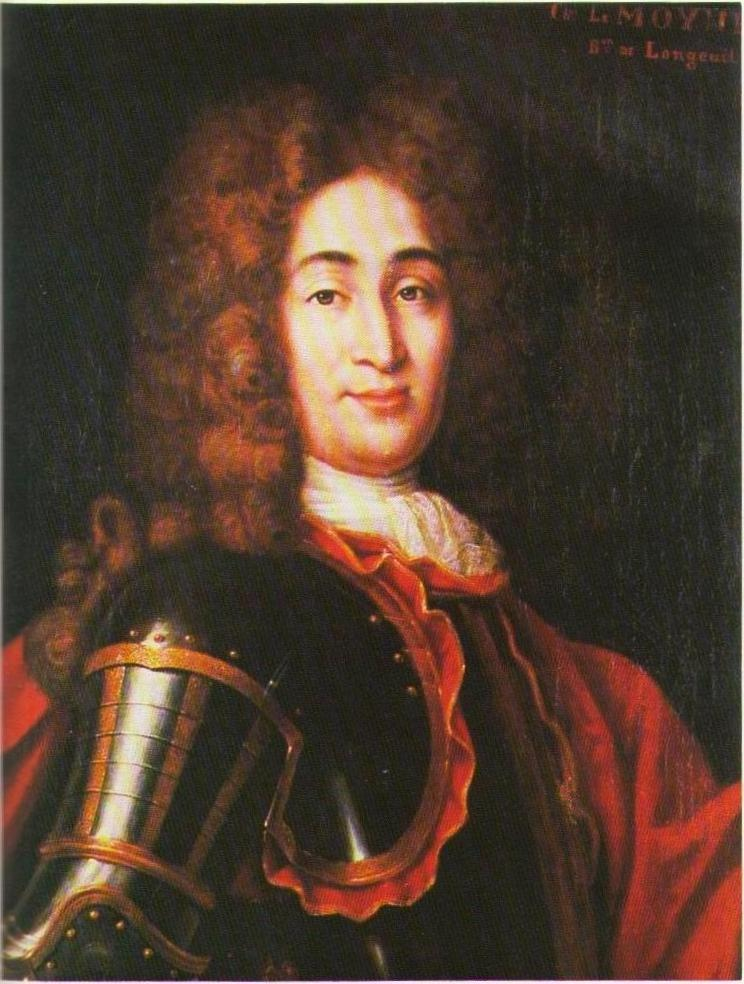
初代男爵シャルル・ル＝モイネ

ル＝モイネ家は元来、ノルマンディー地方シャトーゲーに住まう一族であったが、初代男爵の父シャルル・ル＝モイネの代にフランス領カナダ、ロンゲイ（Longueuil）に移住したのち、彼が1672年にロンゲイ領主に任ぜられた。
その長男シャルル(1656-1729)はでモントリオール州知事を務めた人物で、彼が1700年にルイ14世よりロンゲイ男爵（Barond de Longueuil）に叙された。この爵位は初代男爵の男系のみならず女系にもその相続を認める継承権が付与されていた。
他方、一族の所領はその後10年間で拡大の一途をたどり、セントローレンス川からリシュリュー川にかけて、及び河岸のデレリーまでを含む規模となった。1854年に封建制度が解体された際にはその領地には多くの人口を擁しており、制度解体後も1969年までは男爵領としての歳入が確認されている。
初代男爵の孫にあたる3代男爵が七年戦争に従軍して戦死したため、その娘マリーが爵位を襲った。
その4代女男爵マリー(1755-1848)はグラント家に嫁いだため、男爵位は同家へと継承されるとともに、以降は彼女の男系子孫によって爵位は継承されている。
折しも、ヌベールフランス失陥に伴ってパリ条約が結ばれると、カナダはイギリス領となった。その際に、同条約によってカナダにおけるフランス系貴族の地位は留保されていた。
そのため一族は、英国によるカナダの領有を約したパリ条約締結時に、英国は古くから存する土地所有権を同条約で承認したのだから、ロンゲールの土地を男爵領として認める義務がある旨を主張した。
この要求に対して、英国女王ヴィクトリアは1880年に当時の男爵家当主たる第7代男爵チャールズ・コルモア・グラントをロンゲール男爵として追認したため、以降は在カナダ・フランス貴族としてその地位を占める。
爵位は初代男爵の系統で現在まで続いており、第12代ロンゲール男爵マイケル・グラント(1947-)が男爵家現当主である。
なお、この時点でロンゲール男爵家と同様の貴族はすべて断絶していたため、英国貴族の枠組みへの取り込みや請求はなされていない。

### 勅許状
1700年フランス王ルイ14世によって発出された勅許状は以下の通り。
("Elevation to the rank of barony of the seigniory of Longueuil in favour of Charles Lemoyne of Longueuil" given at Versailles, the 26 January, in the year of our Lord seventeen hundred, and the fifty-seventh year of our reign – signed Louis)
"A ces causes, de notre grâce spéciale, pleine puissance et autorité royalle, nous avons créé, érigé, élevé et décoré, créons, érigeons et décorons par ces présentes signées de notre main, la dite terre et seigneurie de Longueuil, scituée en notre pays de Canada, en titre, nom et dignité de baronnie pour en jouir par le dit Sieur Charles Le Moyne, ses enfants, successeurs, ayant cause, et les descendants d'iceux en légitime mariage, plainement et paisiblement, relevant de nous à cause de nostre couronne..."

## ロンゲール男爵（1700年）
- 初代ロンゲイ男爵シャルル・ル＝モイネ（英語版）（1656-1729）
- 第2代ロンゲイ男爵シャルル・ル＝モイネ（英語版）（1687-1755）
- 第3代ロンゲイ男爵シャルル・ジャック・ル＝モイネ（生年未詳-1755）
- 第4代ロンゲイ女男爵マリー・シャルル・ル＝モイネ（フランス語版）（1755-1848）
- 第5代ロンゲイ男爵チャールズ・ウィリアム・グラント（英語版）（1782-1848）
- 第6代ロンゲイ男爵チャールズ・ジェイムズ・アーウィン・グラント（英語版）（1815-1879）
- 第7代ロンゲール男爵チャールズ・コルモア・グラント（英語版）（1844-1898）(1880年、英国女王ヴィクトリアによりカナダ貴族として追認)

- 第8代ロンゲール男爵レジナルド・チャールズ・グラント（生年未詳-1931）
- 第9代ロンゲール男爵ジョン・チャールズ・ムーア・グラント（英語版）（1861-1938）
- 第10代ロンゲール男爵ロナルド・チャールズ・グラント（英語版）（1888-1959）
- 第11代ロンゲール男爵レイモンド・グラント（英語版）（1924-2004）
- 第12代ロンゲール男爵マイケル・グラント（英語版）（1947-）

爵位の法定推定相続人は、現当主の息子デイヴィッド・アレクサンダー・グラント(1984-)。